# Pera conference
La pera conference è una cultivar della varietà pero Comune (Pyrus communis).

## Origine

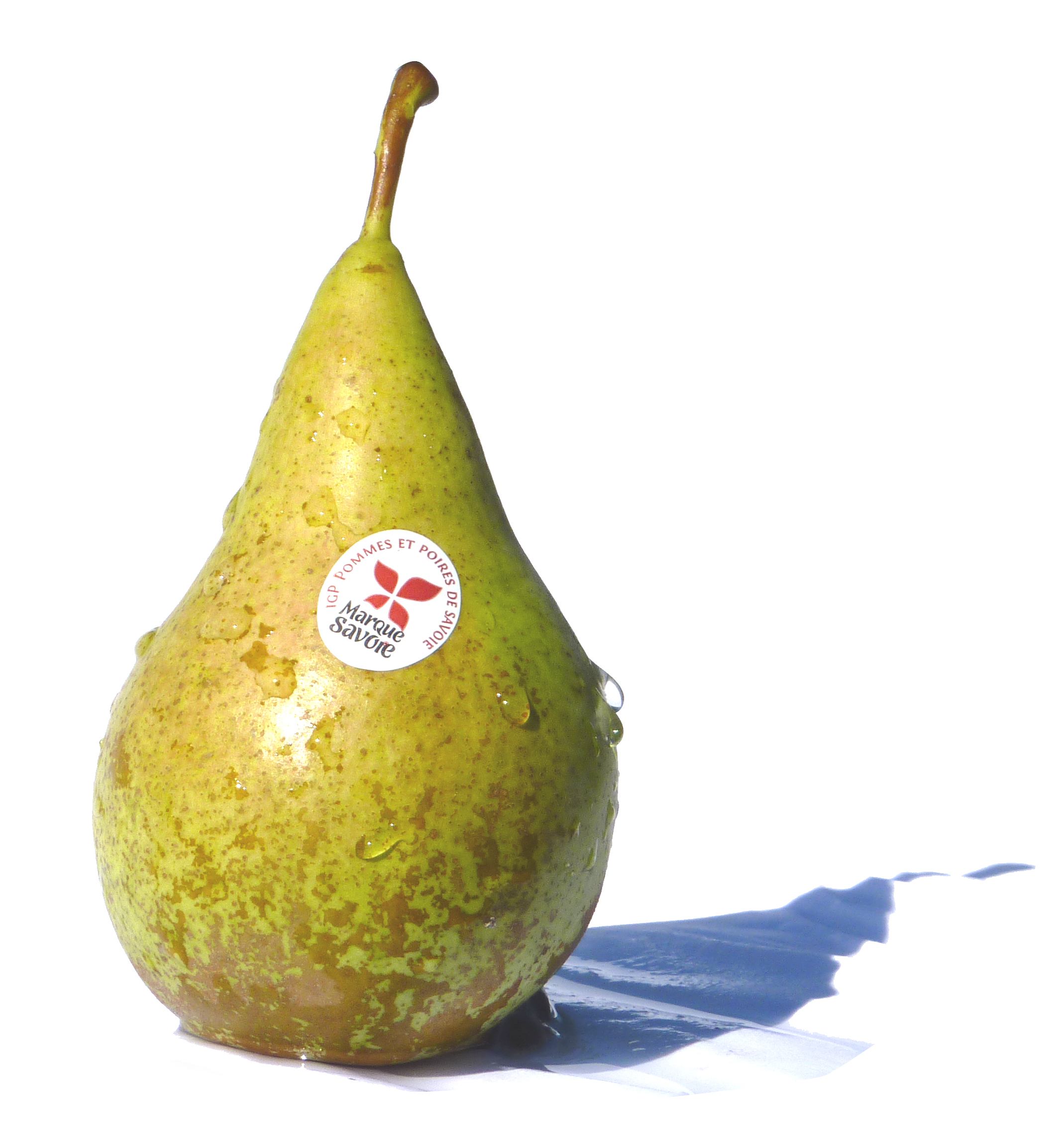
Pera Conference con marchio IGP Savoie

La varietà ha origine nell'Inghilterra di fine 1800, selezionata da Thomas Francis Rivers, nell'Hertfordshire. Il suo nome è legato al fatto che vinse il primo premio alla National British Pear Conference di Londra nel 1885.

## La pianta
La pianta del pero conference è alta circa tre metri, con una grande produzione nel tempo e con una costanza tra gli anni.
Fiorisce tra marzo e aprile, mentre i suoi frutti sono maturi sul finire dell'estate (a seconda della stagione i frutti possono essere pronti tra la metà e la fine di settembre).

## Il frutto
Il frutto è a forma allungata, l'epidermide è di color giallo-marrone al momento della raccolta; la polpa è bianca, ma diventa giallo pallido quando la pera è matura. La consistenza è molto fine e morbida e il sapore è dolce, con un retrogusto (quando non è matura) acido. La parte bruna della pelle è chiamata ruggine; questa parte differisce da frutto a frutto in quanto è legata a eventi atmosferici (grandine, vento).